# Pisidium fallax
Pisidium fallax är en musselart som beskrevs av Sterki 1896. Pisidium fallax ingår i släktet Pisidium och familjen ärtmusslor. Inga underarter finns listade i Catalogue of Life.